# Пейсаховский, Наум Григорьевич
Наум Григорьевич Пейсаховский (1909—1999) — участник Великой Отечественной войны, командир 164-го стрелкового полка 33-й стрелковой дивизии 3-й ударной армии 1-го Белорусского фронта, Герой Советского Союза (1945). Полковник в отставке.

## Биография
Родился в семье рабочего. Еврей. После революции семья переехала в Казань, где он окончил рабфак и комвуз. Работал на фабрике «Спартак» закройщиком, инструктором школы ФЗУ. Член ВКП(б) с 1930 года.
В 1934 году по партийной мобилизации призван в РККА. Окончил курсы политсостава в Саратове в 1934 году, Военно-политическую академию в 1939 году, КУКС при Военной академии имени М. В. Фрунзе в 1942 году.
Участник советско-финской войны 1939—1940 годов.
На фронтах Великой Отечественной войны с июня 1941 года. 164-й стрелковый полк под его командованием в боях от реки Одер до города Берлин с 16 по 30 апреля 1945 года и в самом городе разгромил многочисленные гарнизоны врага, уничтожил много живой силы и техники противника. В критический момент боя Пейсаховский повёл воинов в рукопашную схватку. Звание Героя Советского Союза присвоено 31 мая 1945 года. Имел два тяжёлых ранения, тяжёлую контузию и четыре лёгких ранения.
После окончания Великой Отечественной войны продолжал службу в Советской Армии. С 1953 года — в запасе, а затем — в отставке. Работал в управлении бытового обслуживания. Жил в Москве.
Умер 24 августа 1999 года. Похоронен в Москве на Троекуровском кладбище.

## Награды
Указом Президиума Верховного Совета СССР от 31 мая 1945 года за мужество и героизм, проявленные при штурме Берлина, подполковнику Науму Григорьевичу Пейсаховскому присвоено звание Героя Советского Союза с вручением ордена Ленина и медали «Золотая Звезда» (№ 6829).
Награждён также орденом Красного Знамени, орденом Кутузова 3-й степени, двумя орденами Отечественной войны 1-й степени, орденом Отечественной войны 2-й степени, орденом Красной Звезды, медалями.